# Bixby (Oklahoma)
Pour les articles homonymes, voir Bixby.
La ville de Bixby est située dans les comtés de Tulsa et Wagoner, dans l’État d’Oklahoma, aux États-Unis. Sa population s’élevait à 20 884 habitants lors du recensement de 2010, estimée à 26 724 habitants en 2017.
Bixby fait partie de l’aire urbaine de Tulsa.

## Source
- (en) Cet article est partiellement ou en totalité issu de l’article de Wikipédia en anglais intitulé « Bixby, Oklahoma » (voir la liste des auteurs).